# Interim-Management
Interim-Management (lateinisch ad interim ‚unterdessen‘, ‚einstweilen‘) ist eine zeitlich befristete Art des betriebswirtschaftlichen Managements. „Management auf Zeit“ ist eine gelegentlich verwendete deutsche Übersetzung für Interim-Management.
Interim-Manager übernehmen Ergebnisverantwortung für ihre Arbeit in einer Linienposition oder in Projekten. Sie verlassen das Unternehmen oder die besetzte Position, sobald das Problem gelöst, beispielsweise eine stabile neue Unternehmens- oder Bereichsführung etabliert ist, oder nach Abschluss des Projektes, in dem sie tätig waren.

## Ursprung und Entwicklung
Interim-Management entstand in den 1970er Jahren in den Niederlanden und ermöglichte eine Flexibilisierung des regionalen Arbeitsmarktes. Kündigungsfristen für Mitarbeiter waren sehr lang, und vielfach konnte nicht ohne erhebliche Kosten auf Marktveränderungen reagiert werden. In den 1980er Jahren wurde dieses Modell in Großbritannien adaptiert.
In Deutschland hat sich das Konzept der zeitlich befristeten Platzierungen von Führungskräften in Unternehmen in den 1980er Jahren langsam verbreitet. Auslöser für stärkeres Wachstum dabei war das Zusammenwachsen von Ost- und Westdeutschland ab 1990, mit hohem Bedarf an Personalkapazitäten, auch bei Führungskräften. Der aktuelle Vergleich mit den Ländern wie den Niederlanden, Großbritannien oder in den USA zeigt, dass der deutsche Arbeitsmarkt derzeit einen deutlichen Aufhol- und Flexibilisierungsprozess vollzieht. In Großbritannien werden bereits 20 % aller Manager als Manager auf Zeit eingesetzt. In den USA wächst die „Gig Economy“ stark.
Bis vor einigen Jahren wurde Interim-Management stark mit dem Thema Sanierung assoziiert; hier liegen die Ursprünge. Allerdings hat sich die Bandbreite an Interim-Funktionen inzwischen deutlich ausgeweitet. Nahezu alle Funktionsbereiche in Unternehmen werden heute mit Interim-Managern besetzt. Neben einigen „Königsbranchen“ (Automotive, Telekommunikation, Information, Medien, Entertainment) haben sich in Deutschland auch andere Branchen deutlich geöffnet, so z. B. die Gesundheitswirtschaft, Maschinen- und Anlagenbau oder die Energiewirtschaft. Eine Größenbeschränkung auf Konzerne ist nicht zu beobachten; auch im Umfeld des inhabergeführten Mittelstandes ist eine immer größere Zahl an Interim-Managern tätig.

## Einsatz
Häufig werden Interim-Manager im Krisenmanagement eingesetzt oder um einen Unternehmensteil zu sanieren. Weitere Einsatzbereiche liegen unter anderem in der Überbrückung von personellen Ausfällen oder anderen Arten von Vakanzen. Interim-Manager im Krisenmanagement werden gerne auch als „Feuerwehr“ der Betriebsführung gesehen, die eine oft unliebsame Umstrukturierung oder auch die Schließung und Abwicklung eines Unternehmens übernehmen (sogenannte Dirty Jobs). In jüngerer Zeit werden Interim-Manager verstärkt im Rahmen von Projektarbeit eingesetzt, wenn die eigenen Kapazitäten oder Projektmanagement-Know-how des jeweiligen Unternehmens nicht ausreichen. Gleiches gilt für Spezialthemen, für die ein Unternehmen Kapazitäten nicht auf Dauer vorhalten muss.
In unterschiedlichen Phasen der Unternehmensentwicklung sowie bei Problemen und Aufgabenstellungen, in denen Spezialistenwissen länger als nur ein paar Beratertage gebraucht wird, oder wenn das bestehende Management die anstehenden Aufgaben nicht alleine lösen kann oder möchte, stellt Interim-Management eine Ergänzung in den jeweiligen Unternehmensbereichen dar. Gerade auch im Bereich Unternehmensübergang und -nachfolge, bei Kauf oder Verkauf eines Betriebsteiles oder des gesamten Unternehmens bietet Interim-Management Unterstützung für die Geschäftsleitung.
Durch den vermehrt auftretenden Mangel an qualifizierten Arbeitskräften, wovon auch das Top-Management betroffen ist, werden verstärkt Manager auf Zeit als Puffer eingesetzt, bis für die Stellen geeignetes Personal gefunden werden kann.

## Markt
Angesiedelt ist das Interim-Management in Deutschland immer noch vorwiegend im Bereich größerer mittelständischer und industrieller Unternehmen.
Als Interessenvertretung für Interim-Manager und -Provider gibt es in Deutschland die Dachgesellschaft Deutsches Interim Management (DDIM), für Provider den Arbeitskreis der Interim Management Provider (AIMP). Beide Organisationen führen Informationsveranstaltungen durch, wie beispielsweise das „International Interim Management Meeting“ der DDIM oder das AIMP-Jahresforum. Eine weitere Plattform in Deutschland ist die Bundesvereinigung Repositionierung, Sanierung und Interim Management (BRSI) für am Prozess der Firmen-Restrukturierung und -Sanierung beteiligte Experten und Interim-Manager. 
In der Schweiz vereint der Dachverband Schweizer Interim-Manager (DSIM) die Interim-Management-Branche; Mitglieder sind Interim-Manager sowie Interim-Provider. In Österreich ist die DÖIM – Dachorganisation Österreichisches Interim Management eine Plattform von und für Professionals im Bereich Interim-Management. 
Mit zunehmender Verbreitung von Interim-Management nimmt die Zahl der Unternehmen zu, die Interim-Manager wiederholt einsetzen. Weiterhin sind diejenigen Unternehmen, die bereits im Ausland Erfahrungen mit Interim-Managern gesammelt haben, eher bereit, diese Form der Zusammenarbeit zu wählen.